# The Archers
The Archers is een Britse radiosoapserie op BBC Radio 4 die sinds 1951 wordt uitgezonden. Radio 4 is de belangrijkste radiozender van de BBC waar de performancekunst van spoken word wordt uitgevoerd. De soapserie werd aanvankelijk aangekondigd als een alledaags verhaal over mensen van het platteland en later als een eigentijdse dramaserie in een landelijke omgeving. Het is de langstlopende dramaserie ter wereld met meer dan 20.000 uitgezonden afleveringen.
In 1950 werden er vijf pilotafleveringen uitgezonden en op 1 januari 1951 werd de eerste aflevering nationaal uitgezonden. Het is een belangrijke radioshow in de Britse hedendaagse cultuur en met meer dan vijf miljoen luisteraars het amusementsprogramma met de meeste luisteraars van Radio 4. Via internet heeft het programma meer dan een miljoen luisteraars, een record voor de online luistercijfers bij BBC Radio online.
In februari 2019 zette een panel van 46 radiodeskundigen, van wie 42 een professionele relatie hadden met de BBC, The Archers op een lijst als het op een na beste radioprogramma aller tijden. Deels bedacht met het doel om boeren na de Tweede Wereldoorlog van nuttige informatie te voorzien, werd The Archers snel een populaire bron van amusement voor de gehele bevolking, met negen miljoen luisteraars in 1953.

## Samenvatting
The Archers speelt zich af in het fictieve dorp Ambridge gelegen in het fictieve graafschap Borsetshire, in Engeland. Borsetshire is gelegen tussen de bestaande aangrenzende graafschappen Worcestershire en Warwickshire, ten zuiden van de stad Birmingham in de Midlands, in het midden van Engeland. Ambridge is mogelijkerwijze gebaseerd op het dorp Cutnall Green, alhoewel verschillende andere dorpen claimen dat zij het ontstaan van Ambridge hebben geïnspireerd. The Bull, de pub in Ambridge, is gebaseerd op The Old Bull in het dorp Inkberrow, terwijl de kerk St Mary the Virgin in het dorpje Hanbury vaak wordt gezien als oorsprong van de fictieve parochiekerk St Stephen’s in Ambridge.
Andere fictieve dorpen zijn onder meer Penny Hassett, Loxley Barrett, Darrington, Hollerton, Edgeley, Waterley Cross en Lakey Green. De graafschapshoofdstad van Borsetshire is Borchester en de dichtstbijzijnde grote stad is de kathedraalstad Felpersham. Felpersham heeft ook een universiteit. Naar alles wat op een grotere afstand van Ambridge is gelegen, wordt op humoristische wijze verwezen met de opmerking 'dat is aan de andere kant van Felpersham!'. Toch wagen de personages zich af en toe ook verder naar buiten: verschillende personages waren aanwezig bij de Countryside Alliance-betoging in Londen en er is verschillende keren gerefereerd aan de homoscene in Manchester in Canal Street. Er zijn ook scènes opgenomen op andere plekken in het Verenigd Koninkrijk en in het buitenland, omdat een aantal personages in het buitenland woont zoals in Zuid-Afrika en Hongarije.
Sinds Pasen 1998 worden er zes afleveringen per week uitgezonden, van zondag tot vrijdag, om ongeveer 19:03 uur (Britse tijd) na het nieuwsoverzicht. Alle afleveringen behalve die op vrijdagavond worden de volgende dag om 14:02 uur herhaald. De zes afleveringen worden onverkort achtereenvolgens herhaald op zondagochtend tijdens de omnibus om 10:00 uur. Op Remembrance Sunday begint de omnibusaflevering vroeger, om 09:15 uur. Deze informatie is ook te vinden in de kranten en op de website van de BBC.
Door de beperkingen als gevolg van de COVID-19-pandemie werden er in de wekelijkse programmering nog maar vier afleveringen uitgezonden, waarbij de afleveringen van zondag en vrijdag zijn komen te vervallen. De omnibusaflevering op zondag was ook ingekort. Na het uitzenden van vooraf opgenomen afleveringen en het herhalen van een aantal klassieke afleveringen werd gestart met nieuwe afleveringen die op afstand waren opgenomen. Die afleveringen werden met gemengde gevoelens ontvangen. In 2022 werd het normale uitzendschema van zes afleveringen per week hervat.

## Personages

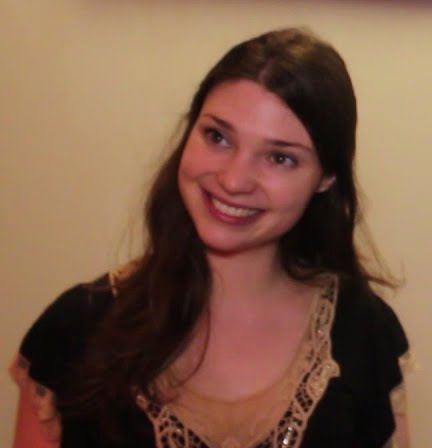
Emerald O'Hanrahan speelt Emma Grundy

- Op de familieboerderij van de familie Archer, Brookfield, worden landbouwgrond, zuivel, rundvee en schapen gecombineerd. Het is een typisch voorbeeld van een gemengd bedrijf, dat van generatie op generatie is doorgegeven. Dan, de oorspronkelijke boer, heeft het doorgegeven aan zijn zoon Phil en nu is het boerenbedrijf gezamenlijk eigendom van de vier kinderen van Phil en Jill: David, die de boerderij beheert met zijn vrouw Ruth; Shula Hebden-Lloyd, eigenaar van de rijstallen en voorheen getrouwd met Alistair, een dierenarts; haar tweelingbroer Kenton, met zijn vrouw Jolene uitbater van de enige dorpspub; en Elizabeth Pargetter, weduwe. Jill woont in Brookfield bij haar zoon David, zijn vrouw Ruth en hun kinderen Pip, Josh en Ben.

- De familie Aldridge op Home Farm. Brian, die wordt afgeschilderd als een op geld beluste zakenman in de landbouwindustrie (agribusinessman), en zijn vrouw Jennifer, die in januari 2023 aan een hartkwaal overleed. Zij hebben vijf kinderen; de twee kinderen uit twee vorige relaties van Jennifer: Adam, een boer getrouwd met chef-kok Ian Craig, en Debbie, een boerin gevestigd in Hongarije, twee kinderen uit hun eigen huwelijk: Kate, die haar gezin heeft achtergelaten in Zuid-Afrika, en Alice, voorheen getrouwd met hoefsmid Chris Carter, en universiteitsstudent Ruairi, de zoon van Brian uit een van zijn buitenechtelijke affaires. De familie Aldridge bestaat daarnaast ook uit Phoebe, de dochter van Kate, en Lilian, de zus van Jennifer.

- De boerderij Bridge Farm van de familie Archer is gericht op biologische landbouw. Zij beheren onder meer een boerderijwinkel, een boerderijcafé, een groentepakketdienst en een melkveehouderij. Helen en Tom zijn de kinderen van Tony en Pat en zij hebben ook drie kleinkinderen: Johnny, de zoon van hun overleden zoon John, Henry en Jack.

- De familie Pargetter, een familie van landed gentry die de kosten van het beheren van hun stately home, Lower Loxley Hall, betalen door hun huis open te stellen voor het publiek. Tot de familie behoort ook de weduwe van Nigel Pargetter, Elizabeth, geboren Archer, haar zoon Freddie en zijn tweelingzus Lily, die een relatie met de oudere kunstenaar en docent Ross heeft.

- De familie Grundy, pachters die voorheen nauwelijks in hun levensonderhoud konden voorzien en in de late jaren 70 en begin jaren 80 van de twintigste eeuw bekend werden als komische personages, maar tegenwoordig worden beschouwd als personages die ondanks tegenslagen volhouden en doorgaan. Stamvader Joe Grundy was een huurder van Grange Farm, die hij verloor door toedoen van de boosaardige Matt Crawford. Hij overleed op 98-jarige leeftijd in 2019. Zijn zoon Eddie is getrouwd met Clarrie; zijn andere zoon Alf woont in Birmingham en verschijnt slechts sporadisch.

- De familie Carter, Neil en Susan. Hun zoon, Chris, was getrouwd met Alice Aldridge. Hun dochter, Emma, is achtereenvolgens getrouwd met broers Will en Edward Grundy. Chris en Alice scheidden in 2022, in de nasleep van Alice' alcoholverslaving. Zij hebben een dochtertje, Martha.

- De familie Snell: Lynda, getrouwd met de tolerante Robert, is het mikpunt van spot, alhoewel zij door haar pure energie een toegewijde dorpsbewoner is. Zij heeft een bed and breakfast in het dorp en organiseert jaarlijks een ambitieuze toneelvoorstelling. Lynda heeft twee lama's, genaamd Constanze en Salieri. In 2020 kwam ze bijna om in de ontploffing van Grey Gables en werd gered door Freddie Pargetter. Sindsdien is ze brandwondenpatiënt.

- Harrison Burns is de wijkagent van Ambridge. Hij is getrouwd met Fallon Rogers, de dochter van Jolene Archer die The Bull exploiteert.

- Kirsty Miller woont in Willow Farm en werkte in Grey Gables. Zij was verloofd met Tom Archer, die haar aan het altaar liet staan. Later was ze gehuwd met de louche zakenman Philip Moss, die wegens slavernij veroordeeld werd en indirect verantwoordelijk was voor de explosie in Grey Gables. Haar grote project is een herbebossingsplan voor Ambridge, dat door een fonds van Peggy Woolley gefinancierd wordt.

- Tracy Horrobin heeft twee kinderen, Chelsea en Brad, en woont in The Green op nummer 6. Zij is de losbol van de serie, die spreekt alvorens na te denken en geen enkel gevoel voor takt heeft. Ze werkte als receptioniste in Grey Gables en moest na de sluiting van het hotel in een kippenvleesfabriek aan de slag. Ze heeft een relatie met Jazzer McCreary uit Glasgow. Haar financiële situatie is precair en ze maakt zich zorgen om het lot van Brad, die wegens zijn wiskundige talent volgens iedereen naar de universiteit hoort te gaan, wat ze zich niet kan veroorloven.

- Bert Fry was de dorpsfiguur van Ambridge. Hij wedijverde voortdurende met Joe Grundy in marrow competitions en schreef ook gedichten. Zijn bekendste dichtbundel heette A Borsetshire Lad, naar A. E. Housman. Hij stierf in 2021 eensklaps in The Bull, waar hij het liefst zijn dagen sleet.

## Ambridge
- Arkwright Hall is een groot victoriaans landhuis met een zeventiende-eeuwse uitstraling. Het gebouw diende jarenlang als wijkcentrum met een geluidsisolerende kamer en een onderzoekscentrum. Later raakte het in verval, maar het werd gerenoveerd toen Jack Woolley het landhuis verhuurde aan de Landmark Trust. Het gebouw werd onder leiding van architect Lewis Carmichael in zijn victoriaanse pracht en praal hersteld.

- Bridge Farm is een boerderij van 68 hectare die eerst behoorde tot het Berrow Estate, maar nu eigendom is van Pat en Tony Archer. De boerderij werd in 1984 geheel ingericht op biologische landbouw in een verhaallijn die werd geïnspireerd door een bezoek van een scriptschrijver aan boerderij Brynllys in Ceredigion, waar het bedrijf Rachel's Organic is gevestigd. In 2003 begon Tom Archer met het produceren van zijn Bridge Farm-varkensworsten. In het begin van 2013 besloot de familie hun melkvee te verkopen en om biologische melk te kopen. In het jaar daarop kocht Tony Archer een klein aantal Aberdeen Angus-runderen.

- Brookfield Farm is een gemengde boerderij van 190 hectare die werd beheerd door Dan Archer en daarna door zijn zoon Phil. Nadat Phil in 2001 met pensioen was gegaan, nam zijn zoon David Archer het boerenbedrijf over.

- Grange Farm was een werkboerderij die werd beheerd door de familie Grundy totdat zij er in 2000 uit werden gezet. De boerenhoeve werd met 20 hectare land verkocht aan Oliver Sterling die er een "hobbyboerderij” begon. Hij nam de jonge Ed Grundy aan als veehoeder en gaf hem later de volledige verantwoordelijkheid voor het beheer van de boerderij.

- Grey Gables, voorheen een recreatiesociëteit, is nu een luxehotel. Wijlen Caroline Sterling kocht het met haar man Oliver Sterling. Het hotel heeft een zwembad, wellnessfaciliteiten, een sportclub en een golfbaan. Ian Craig is de chefkok. In 2022 moest Oliver het hotel verkopen aan de Pakistaanse zakenman Adil Shah omdat hij zich het beheer niet meer kon veroorloven, mede wegens de restauratiekosten na een explosie in 2020.

- Home Farm is een boerderij van 778 hectare, verreweg de grootste boerderij in Ambridge. In de afgelopen jaren is op Home Farm ook begonnen met het telen van bessen en het houden van herten.

- Lower Loxley Hall is een groot landhuis van 300 jaar oud, net buiten Ambridge. Het doet vooral dienst als conferentiecentrum.

- The Bull, de enige pub in het dorp, is misschien wel het meest herkenbare gebouw in Ambridge.

- St Stephen's Church, gebouwd in 1281, stamt uit de tijd van de Normandiërs. De kerk heeft in de loop der jaren vele veranderingen ondergaan, waaronder een aantal verschillende predikanten. De acht klokken worden geluid door een groep onder leiding van Neil Carter.

- Ambridge heeft nog steeds een village shop and post office, oorspronkelijk met dank aan de liefdadigheid van Jack Woolley. De winkel is nu een buurtwinkel die wordt beheerd door Susan en wordt gerund door een team vrijwilligers, onder wie professor Jim Lloyd.

- Willow Farm is eigendom van de familie Tucker. Na de dood van Betty in 2005 werd het huis opgesplitst om ruimte te bieden aan Roy en zijn gezin. Op het boerderijterrein houdt Neil Carter varkens.

## Actualiteit
Anders dan in andere soapseries worden in de afleveringen van The Archers gebeurtenissen beschreven die op de dag van de uitzending plaatsvinden, waardoor veel actuele onderwerpen in de uitzendingen kunnen worden meegenomen. Reële gebeurtenissen die goed van tevoren kunnen worden voorspeld, worden vaak in het script geschreven, zoals de jaarlijkse Oxford Farming Conference en het Wereldkampioenschap voetbal. In sommige gevallen worden scènes die tijdens deze evenementen worden opgenomen kort voor de uitzending gepland en in de afleveringen verwerkt.
Uitdagender voor het productieteam zijn sommige belangrijke maar onvoorziene gebeurtenissen waardoor scènes op korte termijn moeten worden herschreven en opnieuw worden opgenomen, zoals het overlijden van Prinses Margaret (vooral dringend omdat zij in de serie als zichzelf was verschenen), de aanslagen op 11 september 2001 en de aanslagen in Londen op 7 juli 2005. De gebeurtenissen en gevolgen van de mond- en klauwzeeruitbraak van 2001 vereisten veel ‘actuele aanpassingen’ en het herschrijven van verschillende verhaallijnen.
In januari 2012 kozen Oliver Sterling, eigenaar van Grange Farm, en zijn pachter Ed Grundy ervoor om de dassen op hun boerderij te vaccineren in een poging de verspreiding van rundertuberculose te voorkomen. De verhaallijn volgde binnen enkele weken nadat de regering een uitdunningscampagne van dassen had aangekondigd.
Op 29 maart 2020 werd bekend dat het programma vanaf 4 mei verwijzingen zou bevatten naar de COVID-19-pandemie. Ambridge ging vervolgens in lockdown zoals de rest van het land.

## Acteurs

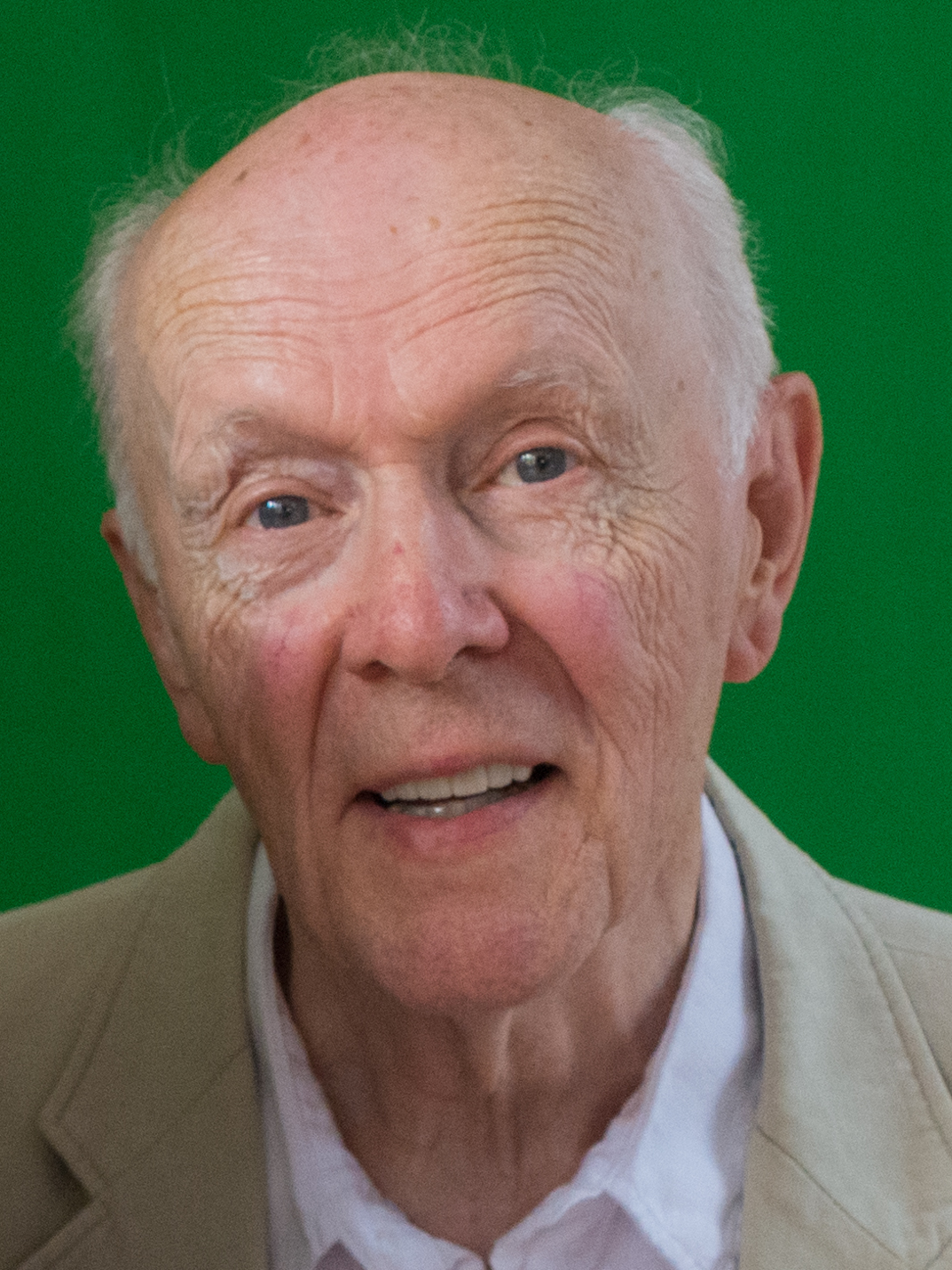
John Rowe speelt professor Jim Lloyd

Anders dan bij soapseries op de televisie werken de acteurs van The Archers niet op basis van een contract, maar werken zij meestal enkele dagen per maand aan de serie. Door de aard van de verhaallijnen die zich concentreren op bepaalde groepen personages bevatten de afleveringen per week ongeveer twintig tot dertig personages uit een cast van ongeveer zestig personen. Veel van de castleden werken als acteur ook mee aan andere projecten en kunnen daardoor voor langere tijd afwezig zijn als zij verbonden zijn aan grote projecten zoals films of televisieseries. Actrice Tamsin Greig speelt Debbie Aldridge en heeft in veel televisieseries gespeeld zoals Green Wing, Love Soup, Black Books en Episodes. Daarom beheert Debbie een boerderij in Hongarije en bezoekt zij Ambridge maar af en toe. Actrice Felicity Jones speelde Emma Carter vanaf de leeftijd van 15 jaar, maar nadat zij een tijdje had gestudeerd aan Wadham College van de Universiteit van Oxford stopte zij met die rol en concentreerde zij zich op rollen in televisieseries en bioscoopfilms.
Verschillende acteurs verdienen hun geld met heel andere banen als zij hun personages niet spelen. Charlotte Connor werkt, als zij niet de rol van Susan Carter speelt, als senior onderzoekspsycholoog bij de Birmingham and Solihull Mental Health Foundation. Haar kantoor ligt op loopafstand van BBC Birmingham en zo kan zij haar werk rond de opnames organiseren. Intussen werkte Graham Blockey, die Robert Snell speelt, tot voor kort als een fulltime huisarts in Surrey en reisde hij van en naar BBC Birmingham in de weekeinden en op zijn vrije dagen. Uit angst hun respect te verliezen hield hij zijn rol geheim voor zijn patiënten totdat hij in maart 2017 met pensioen ging. Andere voorbeelden zijn onder meer Felicity Finch (Ruth Archer) die ook als journalist bij de BBC werkt en al verschillende keren naar Afghanistan is geweest en Ian Pepperell (Roy Tucker) die een pub uitbaat in het New Forest.

## Geschiedenis
Op pinkstermaandag 29 mei 1950 begon een pilot van vijf afleveringen die gedurende die week werden uitgezonden. De serie was gecreëerd door Godfrey Baseley, radiodirecteur bij de BBC, en werd uitgezonden in de Engelse Midlands door de voorloper van BBC Radio 4, de Regional Home Service. Het programma leek op de radiothriller over speciaal agent Dick Barton maar dan in een landelijke omgeving. Opgenomen afleveringen werden naar Londen gestuurd en de BBC besloot de serie te bestellen voor uitzending op de nationale radio. In de vijf pilotuitzendingen was de familie Archer eigenaar van Wimberton Farm in plaats van Brookfield. Baseley was 22 jaar redacteur van The Archers.
Sinds 1 januari 1951 worden elke week vijf afleveringen van 15 minuten (sinds 1998 zes afleveringen van 12,5 minuten) uitgezonden, aanvankelijk op BBC Light Programme en daarna op BBC Home Service (en Radio 4 vanaf 1978). Sinds 14 december 1964 wordt aan het begin van de middag een herhaling uitgezonden van de uitzending van de avond daarvoor. De oorspronkelijke scriptschrijvers waren Geoffrey Webb en Edward J. Mason die ook werkten aan het script voor de radiothriller over speciaal agent Dick Barton die 's avonds werd uitgezonden. De populariteit van zijn avonturen was deels een inspiratie voor de radiosoapserie The Archers die uiteindelijk het tijdslot van Barton in de avond zou overnemen. In het begin werd de serie door de nationale lancering uitgezonden op het 'vreselijke' tijdstip van 11:45 uur, maar de uitzending werd op maandag 2 april 1951 verplaatst naar het vroegere tijdstip van Dick Barton van 18:45 uur. Op zaterdag 5 januari 1952 begon op zondag een herhaling van alle uitzendingen van de afgelopen week.
The Archers, oorspronkelijk geproduceerd in samenwerking met het Ministry of Agriculture, Fisheries and Food, was bedacht als een middel om informatie te verspreiden onder boeren en kleine pachters om de productiviteit in het naoorlogse tijdperk van rantsoenering en voedseltekorten te verhogen.
The Archers concentreerde zich in het begin op de levens van drie boeren: Dan Archer, een efficiënte boer met weinig geld, Walter Gabriel, een inefficiënte boer met weinig geld en George Fairbrother, een rijke zakenman die een boerderij met verlies leidde voor belastingdoeleinden (wat in die tijd nog was toegestaan). Het programma was een enorm succes en won de nationale radioprijs voor het 'Meest onderhoudende programma van het jaar' samen met Take It from Here in 1954. In 1955 was het programma de enige winnaar, een jaar waarin het aantal luisteraars was gestegen tot twintig miljoen.
Ondanks de groei van de televisie en de gestage daling in populariteit van de radio had het programma eind jaren 50 van de twintigste eeuw nog steeds elf miljoen luisteraars en werd het ook uitgezonden in Canada, Australië en Nieuw-Zeeland. Halverwege de jaren 70 van de twintigste eeuw luisterden er echter minder dan drie miljoen mensen naar de tweedagelijkse uitzendingen en de omnibusuitzending op zondag. In 1976 overwoog de directie van BBC Radio 4 twee keer om het programma te schrappen. De toenmalige rampspoed van de soapserie werd gezien als weerspiegeling van de slechte positie van radioseries in het algemeen die werd omschreven als ‘het niet volledig kunnen loskomen van de conventies van het antirealisme die in de jaren 40 en 50 van de twintigste eeuw gangbaar waren.’
Programmaleider Jock Gallagher, verantwoordelijk voor The Archers, beschreef deze tijd als de komkommertijd van de serie. Snelle redactionele hervormingen volgden waaronder de toevoeging van vrouwelijke schrijvers (voor 1975 waren er geen). De nieuwe schrijfstijl en inhoud van het programma werden toegeschreven aan twee van deze schrijfsters, Helen Leadbeater en Margaret Phelan, hoewel een aantal luisteraars klaagde over hun radicale feminisme.
In 1980 merkte journaliste en feministe Julie Burchill op dat de vrouwen van Ambridge niet langer zoet werden gehouden met ‘de liters groenepruimenjam die de oude garde van mannelijke scriptschrijvers hen meer dan twintig jaar lang had laten maken’, maar dat zij nu 'leden aan een postnatale depressie, niet van de drank af konden blijven en bezig waren met een ontdekkingsreis naar zichzelf.’ Halverwege de jaren 80 van de twintigste eeuw merkte de directie van Radio 4 op dat de scripts, de regie en het acteerwerk ‘heel goed’ en soms ‘beter dan ooit’ waren. In augustus 1985 werd in het tijdschrift The Listener geschreven dat de opleving van het programma werd ‘gedragen door een aantal van de beste acteurs, regisseurs en scriptschrijvers bij de radio.’
Tony Shryane, onderscheiden met de Orde van het Britse Rijk (MBE), was van 1 januari 1951 tot 19 januari 1979 de producer van het programma. Vanessa Whitburn was de redacteur van het programma van 1992 tot 2013. Whitburn nam van maart tot juli 2012 verlof toen John Yorke, een voormalige uitvoerend producent van soapserie EastEnders, de redacteur was. De komst van Yorke leidde tot beschuldigingen dat het programma de waarden van EastEnders naar Borsetshire importeerde. Fans en commentatoren klaagden dat de personages niet realistisch reageerden, alleen maar om ruzies uit te lokken. Yorke ontkende dit en hij schreef dat hij ermee akkoord ging om de redactie over te nemen ‘op één voorwaarde - dat het precies bleef zoals het was en ik niets hoefde te veranderen.’
Whitburn werd in september 2013 als redacteur opgevolgd door Sean O'Connor. In september 2016 werd Huw Kennair-Jones redacteur hoewel O'Connor toezicht bleef houden op de verhaallijn van Helen en Rob tot deze werd beëindigd. Kennair-Jones kondigde in oktober 2017 aan dat hij de BBC zou gaan verlaten om te gaan werken als leidinggevende redacteur voor televisienetwerk ITV. Twee redacteuren volgden elkaar in een kort tijdsbestek op. Dit leidde tot zorgen dat er een trend gaande was waarin werken op de redactie van een radiosoapserie werd gezien zien als leerschool voor beter betaalde banen bij de televisie. Alison Hindell, tot oktober 2018 hoofd Audio Drama bij de BBC, werd de nieuwe redacteur voor en na de tijd dat Kennair-Jones de leiding had. Zij ruilde van plek met Jeremy Howe toen zij hem opvolgde als leidinggevende redacteur voor drama en fictie bij de BBC en hij eind augustus 2018 als redacteur van The Archers begon.
Sinds 2007 is The Archers ook beschikbaar als podcast.

### Overlijden van Grace Archer
Een van de meest controversiële afleveringen van The Archers was de uitzending op 22 september 1955 die samenviel met de lancering van het eerste commerciële televisiestation van het Verenigd Koninkrijk. Phil en Grace Archer waren net een paar maanden eerder getrouwd en hun bloeiende relatie was in het land het gesprek van de dag. Maar tijdens de zoektocht naar een verhaal dat echte tragedie zou bevatten tussen de uitzendingen met steeds ongeloofwaardigere cliffhangers besloot Godfrey Baseley dat Grace moest overlijden. De scripts voor de week van 19 september 1955 waren geschreven, opgenomen en elke dag uitgezonden waarbij aan de cast was uitgelegd dat het een ‘oefening in actualiteit’ was. Op donderdag hoorden de luisteraars de geluidseffecten van Grace die probeerde om haar paard Midnight te redden van een brand in de stal van Brookfield en de dreun van een vallende dakspant.
Of de timing van de uitzending een bewuste poging was om de première van de eerste commerciële rivaal van de BBC te overschaduwen, is tot op de dag van vandaag onderwerp van discussie. De uitzending was ongetwijfeld enkele maanden van tevoren gepland, maar het kan goed zijn dat de daadwerkelijke datum van het overlijden tijdens het schrijven van het script werd gewijzigd om deze samen te laten vallen met de lancering van Associated-Rediffusion. Opzettelijk of niet, de uitzending trok veel media-aandacht en werd wereldwijd in kranten vermeld.
Over deze controverse is twee keer een parodie gemaakt: in ‘The Bowmans’, een aflevering van de televisiekomedie Hancock, en in het toneelstuk The Killing of Sister George en de filmbewerking daarvan uit 1968. Ter ere van de vijftigste verjaardag van de lancering van ITV stuurde Ysanne Churchman, die Grace Archer speelde, een felicitatiekaart die zij ondertekende met ‘Grace Archer.’
In 1996 vertelde William Smethurst over een gesprek met Baseley waarin hij de echte reden onthult voor het laten overlijden van Grace Archer: Churchman was de andere acteurs aan het aanmoedigen om lid te worden van een vakbond.

### Duur
Acteur Norman Painting speelde Phil Archer vanaf de eerste pilotaflevering in 1950 tot zijn dood op 29 oktober 2009. Zijn laatste optreden in The Archers was slechts twee dagen voor zijn dood opgenomen en werd uitgezonden op 22 november. Hij is vermeld in het Guinness Book of Records als de acteur die het langst in een en dezelfde soapserie heeft gespeeld. Onder het pseudoniem ‘Bruno Milna’ schreef Painting ook ongeveer 1200 complete afleveringen die resulteerden in de 10.000ste aflevering.
June Spencer speelde Peggy Archer/Woolley al vanaf de pilotaflevering en bleef de rol spelen toen zij al over de 100 was, maar zij heeft niet in alle seizoenen van de serie meegespeeld. In 2022 kondigde zij op 103-jarige leeftijd haar pensioen aan.
Volgens Who's Who in The Archers 2008, werd aflevering 15.360 uitgezonden op 1 januari 2008. Aflevering 15.000 werd uitgezonden op 7 november 2006.

### Zestigjarig bestaan
The Archers bestond op 1 januari 2011 zestig jaar en om bij deze prestatie stil te staan werd op zondag 2 januari een speciale aflevering van een half uur uitgezonden op BBC Radio 4 om 19:00 uur (Britse tijd). In de aankondiging van de aflevering was vermeld dat er dingen zouden gebeuren die ‘Ambridge op zijn grondvesten zouden doen schudden.’ Deze zin zorgde zelfs voor de afkorting #SATTC die tijdens het weekeinde trending werd op Twitter toen luisteraars speculeerden over wat er zou kunnen gebeuren en verslag deden van hun visies tijdens de uitzending van de aflevering.
De belangrijkste gebeurtenissen in de aflevering waren de bevalling van Helen Archer, zij beviel van haar zoon Henry, en de dood van Nigel Pargetter na een val van het dak van Lower Loxley Hall. Deze onwaarschijnlijke gebeurtenis veroorzaakte interesse in het aantal en de oorzaken van overlijdens in de serie. Hoewel het aantal doden door een ongeval en zelfdoding zeven keer hoger is dan het nationale gemiddelde, is het globale sterftecijfer in Ambridge in feite bijna gelijk aan wat men zou verwachten.
Toen het personage Nigel uit de serie werd geschreven, veroorzaakte dat veel beroering onder luisteraars. Ook waren er veel klachten van luisteraars waarin zij hun verbijstering uitten over de dood van een populair personage en hun zorgen deelden over de wijze waarop de acteur werd ontslagen. Ook waren veel luisteraars ervan overtuigd dat de belofte om ‘Ambridge om zijn grondvesten te doen schudden’ te veel was gehypet en was er kritiek op de geloofwaardigheid van het script en het acteren voor de speciale aflevering. Tot slot bespeurden luisteraars een tegenzin van het redactieteam om zich met de klachten van de luisteraars bezig te houden.

### COVID-19-pandemie
De serie maakte in eerste instantie geen melding van de COVID-19-pandemie: ‘Hoewel actuele onderwerpen [...] voorheen zijn toegevoegd aan de scripts, is dat niet mogelijk met het coronavirus.’ Vanaf 4 mei 2020 werd de wekelijkse uitzending beperkt tot vier afleveringen, maandag tot en met donderdag, die bij de acteurs thuis worden opgenomen om verwijzingen naar de pandemie van een aantal van de personages toe te voegen als zij hun persoonlijke gedachten met de luisteraars delen. De afleveringen op vrijdag en zondag werden in 2022 hervat.

## Onderwerpen
Het programma behandelt veel ingrijpende, eigentijdse sociale kwesties: drugsverslaving op het platteland, verkrachting, inclusief verkrachting binnen het huwelijk, relaties tussen leden van verschillende rassen, directe actie tegen genetisch gemodificeerde gewassen en het afschieten van dassen, het uiteenvallen van gezinnen, geregistreerde partnerschappen en een gezin dat wordt bedreigd door een bende boerderijdieven. Er is kritiek geuit door conservatieve commentatoren, zoals Peter Hitchens in 1999, dat de serie een middel is geworden voor liberale en linkse waarden en agenda's, met personages die zich onnatuurlijk gedragen om deze doelen te bereiken. Een van de charmes van de show is echter dat de dagelijkse kleine zorgen aan bod komen, zoals de mogelijke sluiting van de dorpswinkel, het verlies en het vinden van een bril, wedstrijden marmelade maken of onzin zoals een wedstrijd met houten pinnen (spiles) in plaats van de grootschalige en onaannemelijke gebeurtenissen die in plots van veel soapseries voorkomen.
Volgens sommige acteurs, zoals bevestigd in de werken van Godfrey Baseley, werd de show in de beginjaren gebruikt als een middel voor educatieve mededelingen van het Ministry of Agriculture, waarbij een acteur een mededeling bijna woord voor woord voorlas aan een andere acteur. De rechtstreekse betrokkenheid van de regering eindigde in 1972. De show reageerde binnen een dag op noodgevallen in de landbouw zoals uitbraken van mond- en klauwzeer die boeren in het hele land treffen als het veevervoer wordt beperkt.

## Bijrollen van bekende personen
Veel beroemde mensen hebben een gastrol in het programma gespeeld:
- Prinses Margaret en de Hertog van Westminster verschenen in 1984 in de serie in verband met een modeshow ter ere van het 100-jarig bestaan van de NSPCC.

- Dame Judi Dench verscheen in 1989 in de serie als de (tot dusverre doorgaans zwijgzame) Pru Forrest ter ere van aflevering 10.000. Terry Wogan speelde een rol en Esther Rantzen was verantwoordelijk voor de geluidseffecten.

- Radiopresentator John Peel speelde zichzelf in 1991.

- Tuinman Alan Titchmarsh beoordeelde de deelnemers uit Ambridge in het National Garden Scheme in mei 2003.

- Radiopresentator Chris Moyles speelde in juni 2004 een willekeurige klant en vermoedelijk jurylid van de wedstrijd National Pub of the Year in The Bull.

- Komiek Griff Rhys Jones speelde zichzelf in juli 2004 toen hij werd ingelijfd door de campagne van Lynda om de Cat and Fiddle-pub te restaureren.

- Zandra Rhodes speelde zichzelf in een aflevering in september 2006 in verband met een modeshow voor het goede doel.

- Robert Winston speelde in januari en februari 2007 een vruchtbaarheidsspecialist die werd geraadpleegd door Hayley en Roy Tucker.

- Mike Gatting speelde in september 2007 mee in een scène over een misverstand tussen Sid en Jolene Perks tijdens de cricketfinale van de Village Cup op de Lord's Cricket Ground die werd gesponsord door energieleverancier npower.

- Schrijver van misdaadromans Colin Dexter speelde een bijrol in 2010.

- Camilla, Hertogin van Cornwall speelde op 16 februari 2011 mee in verband met het vijfentwintigjarige bestaan van de National Osteoporosis Society en het zestigjarige bestaan van het programma.

- In 2011 werd een opname van het programma Gardeners' Question Time gevolgd door een speciale opnamesessie waarin personages uit The Archers, in het bijzonder Brian Aldridge, vragen stelden aan de panelleden terwijl zij in het publiek zaten.

- Sir Bradley Wiggins verscheen in april 2014 in een uitzending waarin hij prijzen uitreikte tijdens het liefdadigheidsevenement Sport Relief Rough and Tumble Event Challenge.

- Kirstie Allsopp verscheen in juli 2014 om een dorpsfeest te openen.

- In augustus 2014 was het Britse muziekduo de Pet Shop Boys de hoofdact op het muziekfestival Loxfest.

- Anneka Rice is twee keer in Ambridge verschenen, in maart 1993 en in maart 2016.

- In september 2016 speelden bekende namen mee als juryleden, waaronder Eileen Atkins, Catherine Tate en Nigel Havers in een uur durende aflevering waarin een geruchtmakende verhaallijn over Helen Titchener die haar gewelddadige echtgenoot Rob neerstak tot een einde kwam.

- Anderen die in de radioserie hebben meegespeeld, zijn Britt Ekland, Humphrey Lyttelton (1956), Dame Edna Everage en Antony Gormley (2009).

## Titelmuziek
Het muziekthema van The Archers heet "Barwick Green" en is een meiboomdans van de suite My Native Heath, geschreven in 1924 door Arthur Wood, een componist uit Yorkshire. De omnibusuitzending van The Archers op zondag begint met een meer rustieke en door accordeons begeleide vertolking van het muziekthema door The Yetties. De titelmuziek voor Ambridge Extra, de spin-off van The Archers op BBC Radio 4 Extra, is een door Bellowhead gearrangeerde versie van het muziekthema.
Een opname uit productiemuziek van Barwick Green werd gebruikt voor de pilotserie en tijdens de beginjaren van de nationale versie, omdat een poging van Godfrey Baseley om speciale titelmuziek te laten componeren was mislukt vanwege de kosten van £250-£300. Toen de serie zich definitief had gevestigd, werd goedkeuring gegeven voor een nieuwe opname van Barwick Green uitgevoerd door het BBC Midland Light Orchestra op 24 maart 1954. Deze mono-opname werd begeleid door vier delen getiteld ‘A Village Suite’, gecomponeerd door Kenneth Pakeman als aanvulling op Barwick Green. Fragmenten uit deze delen werden vervolgens een tijdje gebruikt als brug tussen twee scènes. De opnames van 1954 werden nooit uitgezonden en het gebruik daarvan was zelfs binnen de BBC beperkt, deels vanwege een overeenkomst met de Musicians' Union.
In 1992 werd het muziekthema opnieuw opgenomen in stereo met behoud van de eerdere arrangementen. De opnames vonden plaats in de Symphony Hall in Birmingham met Ron Goodwin als dirigent, David Welsby als producer en Norman McLeod als geluidstechnicus. Het iets andere geluid en het langzamere tempo leidden ertoe dat een aantal luisteraars de nieuwe versie als inferieur beschouwden. Volgens hen ontbrak het de nieuwe versie aan ‘levendigheid’, ondanks dat de BBC bekend had gemaakt dat het orkest uit een aantal muzikanten bestond dat ook op de vorige opname had meegespeeld, onder wie Harold Rich (piano) en Norman Parker (percussie).
Robert Robinson vergeleek de melodie met ‘de elegante ongeremdheid van een levenslange geheelonthouder die plotseling is gaan drinken.’ Op 1 april 2004 beweerden zowel The Independent als The Today Programme dat de leidinggevenden bij de BBC opdracht hadden gegeven aan componist Brian Eno om een elektronische versie van "Barwick Green" op te nemen ter vervanging van het huidige muziekthema. Komiek Billy Connolly verwerkte in zijn act de grap dat het muziekthema zo typisch Brits was dat het het nationale volkslied van het Verenigd Koninkrijk zou moeten worden.
In 2009 dirigeerde komiek Rainer Hersch het Philharmonia Orchestra bij het spelen van het muziekthema, live vanuit de Royal Festival Hall voor de luisteraars van BBC Radio 3 in een poging hen in verwarring te brengen. Vervolgens liet hij zien hoe het lijkt op het klassieke muziekstuk ‘Montagues en Capulets’ – ‘Dans der ridders’ – uit Romeo en Julia van Sergej Prokofjev en beweerde dat dit het resultaat was van Russische spionnen die de vuilnisbakken van de BBC doorzochten op zoek naar de scripts.

### Ingrijpende gebeurtenissen
Soms werd een cliffhanger waarin een belangrijk personage overlijdt of waarin een ramp gebeurt aangegeven door het dramatische einde van de titelmuziek Barwick Green met trombones, cimbalen en de eindnoten van de herkenningsmelodie, bij een aantal fanclubs ook wel bekend als de ‘muziek van het noodlot’. Deze traditie is recentelijk afgeschaft. Gebeurtenissen zoals de dood van Nigel Pargetter worden gevolgd door de normale aftitelmuziek ondanks de ernst van het incident. Dit heeft een aantal volgers geïrriteerd, omdat zij de joligheid van de gebruikelijke muziek onder zulke omstandigheden ongepast vinden.
Een kort fragment uit The Dream of Gerontius werd gespeeld na de dood van Phil Archer. Toen John Archer overleed, werd er geen muziek gespeeld.
Tijdens de openingsceremonie van de Olympische Spelen in Londen op 27 juli 2012 werd een knipoog gemaakt naar The Archers toen het muziekthema werd gespeeld aan het begin van een onderdeel waarin de Britse cultuur centraal stond: het geluid van het afstemmen van een radio kon worden gehoord terwijl Barwick Green werd gespeeld.

## Rolverdeling
| Acteur              | Personage            | Periode                |
| June Spencer        | Peggy Woolley        | 1950–1953, 1961–2022   |
| Lesley Saweard      | Christine Barford    | 1953–                  |
| Patricia Greene     | Jill Archer          | 1957–                  |
| Angela Piper        | Jennifer Aldridge    | 1963–2023              |
| Judy Bennett        | Shula Hebden-Lloyd   | 1971–                  |
| Brian Hewlett       | Neil Carter          | 1973–                  |
| Patricia Gallimore  | Pat Archer           | 1974–                  |
| Terry Molloy        | Mike Tucker          | 1974–1977, 1986–       |
| Charles Collingwood | Brian Aldridge       | 1975–                  |
| Hedli Niklaus       | Kathy Perks          | 1977, 1978–1981, 1983– |
| Trevor Harrison     | Eddie Grundy         | 1979–                  |
| Heather Bell        | Clarrie Grundy       | 1979–1988, 2013–       |
| Timothy Bentinck    | David Archer         | 1982–                  |
| Charlotte Martin    | Susan Carter         | 1983–                  |
| Alison Dowling      | Elizabeth Pargetter  | 1984–                  |
| Edward Kelsey       | Joe Grundy           | 1985–2019              |
| Carole Boyd         | Lynda Snell          | 1986–                  |
| Graham Blockey      | Robert Snell         | 1986–                  |
| Felicity Finch      | Ruth Archer          | 1987–                  |
| Philip Molloy       | Will Grundy          | 1989–                  |
| Tamsin Greig        | Debbie Aldridge      | 1991–                  |
| William Gaminara    | Richard Locke        | 1992–                  |
| Souad Faress        | Usha Franks          | 1994–                  |
| Ian Pepperell       | Roy Tucker           | 1995–                  |
| Buffy Davis         | Jolene Archer        | 1996–                  |
| Jamilla Massey      | Aunty Satya Khanna   | 1996–                  |
| Robin Pirongs       | Sam Batton           |                        |
| Eric Allan          | Bert Fry             | 1997–2021              |
| Kim Durham          | Matt Crawford        | 1997–                  |
| Michael Lumsden     | Alistair Lloyd       | 1998–                  |
| Annabelle Dowler    | Kirsty Miller        | 1999–                  |
| Louiza Patikas      | Helen Titchener      | 2000–                  |
| Richard Attlee      | Kenton Archer        | 2000–                  |
| Barry Farrimond     | Ed Grundy            | 2000–                  |
| Robert Lister       | Lewis Charmichael    | 2000–                  |
| Joanna Van Kampen   | Fallon Rogers        | 2000–                  |
| Michael Cochrane    | Oliver Sterling      | 2000–                  |
| Sunny Ormonde       | Lillian Bellamy      | 2001–                  |
| Ryan Kelly          | Jack McCreary        | 2001–                  |
| Hollie Chapman      | Alice Carter         | 2001–                  |
| Andrew Wincott      | Adam Macy            | 2003–                  |
| John Telfer         | Rev Alan Franks      | 2003–                  |
| Stephen Kennedy     | Ian Craig            | 2003–                  |
| Mona Hammond        | Mabel Thompson       | 2003–                  |
| Lorraine Coady      | Hayley Tucker        | 2006–                  |
| John Rowe           | Prof Jim Lloyd       | 2007–                  |
| Julia Hills         | Annabelle Schrivener | 2007–                  |
| Arthur Hughes       | Ruairi Donovan       | 2007–                  |
| Helen Longworth     | Hannah Riley         | 2008–                  |
| Emerald O'Hanrahan  | Emma Carter          | 2009–                  |
| Lucy Morris         | Phoebe Aldridge      | 2010–                  |
| David Hargreaves    | Alf Grundy           | 2012–                  |
| James Cartwright    | Harrison Burns       | 2013–                  |
| Daisy Badger        | Pip Archer           | 2014–                  |
| Angus Imrie         | Josh Archer          | 2014–                  |
| David Troughton     | Tony Archer          | 2014–                  |
| Simon Williams      | Justin Elliott       | 2014–                  |
| Tom Gibbons         | Johnny Phillips      | 2014–                  |
| William Troughton   | Tom Archer           | 2014–                  |
| Eleanor Bron        | Carol Tregorran      | 2014–                  |
| Perdita Avery       | Kate Madikane        | 2014–                  |
| Toby Laurence       | Freddie Pargetter    | 2016–                  |
| Isobel Middleton    | Anna Tregorran       | 2016–                  |
| Katie Redford       | Lily Pargetter       | 2017–                  |
| Will Howard         | Dan Hebden-Lloyd     | 2017–                  |
| Andy Hockley        | Philip Moss          | 2017–                  |
| Wilf Scolding       | Christopher Carter   | 2017–                  |
| Ben Norris          | Ben Archer           | 2018–                  |
| Mogali Masuku       | Noluthando Madikane  | 2018–                  |
| Tom Graham          | Tom Archer           | 1997–2014              |
| Ania Sowinski       | Lexi Viktorova       | 2018–                  |
| Mali Harries        | Natasha Archer       | 2018–                  |
| Gareth Pierce       | Gavin Moss           | 2020–                  |

### Ambridge Extra
BBC Radio 4 Extra zond tussen 2011 en 2013 bij gelegenheid een korte aanvulling op The Archers uit, Ambridge Extra, waarin de personages worden gevolgd buiten de omgeving van Ambridge. Reeks 1 en 2 bestonden uit zesentwintig afleveringen en reeks 3, 4 en 5 uit twintig. Een beperkt budget werd als reden opgegeven voor het gebrek aan een nieuwe reeks.

## Fanclubs

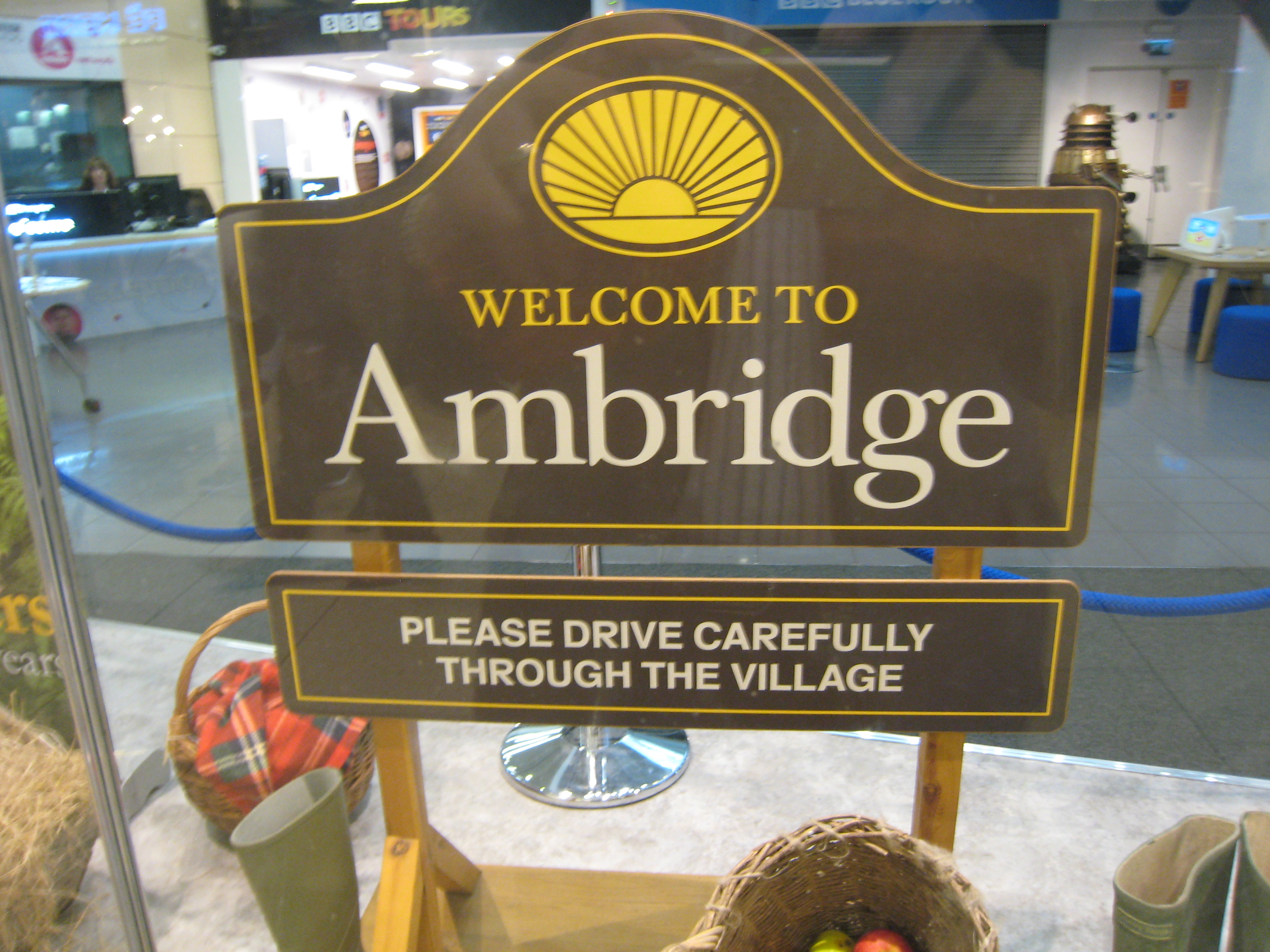
Verwelkomingsbord voor Ambridge bij de BBC in Birmingham

Twee organisaties die geheel aan het programma zijn gewijd, werden opgericht in de jaren 90 van de twintigste eeuw. Archers Addicts was het officiële orgaan dat door castleden werd geleid. De club had vijfduizend leden en een webshop waar souvenirs van The Archers werden verkocht op grond van een daartoe verleende vergunning. De club is op 31 december 2013 opgehouden te bestaan, maar heeft nog wel een Facebookpagina en een Twitteraccount. Enige tijd later ontstond de club Archers Anarchists die bezwaar maakte tegen de veronderstellingen die door de BBC over de rollen bekend werden gemaakt en beweerde dat de personages echt waren.
De Usenet-nieuwsgroep uk.media.radio.archers (door de gebruikers UMRA genoemd, die zichzelf 'umrats' noemen) bestaat sinds 1995. Onder de gebruikers bevinden zich deskundigen op onderwerpen die in het programma aan bod komen zoals de vele aspecten van boeren, het leiden van kleine bedrijven, wisselluiden - onderwerpen die tot lange discussies leiden - maar ook over luchtigere zaken en speculaties over het plot. Er zijn verschillende bijeenkomsten waar de 'umrats' bij elkaar komen. De eerste bijeenkomsten bestonden uit tien jaarlijkse barbecues. Op de eerste was Carole Boyd (Lynda Snell)] aanwezig. Er zijn ook deelnemers uit Europa en Amerika bij aanwezig geweest. De gemeenschap heeft bijnamen voor veel personages uit The Archers, zoals S'aint voor Shula. Er zijn bijnamen voor de meeste van de vaste deelnemers. Hoewel UMRA zichzelf beschouwt als een vriendelijke en uitnodigende groep waar vooral mensen die vloeken en beledigen (flamewars) niet welkom zijn, kunnen de discussies vrij gedetailleerd zijn. Dit komt misschien omdat de nieuwsgroep in eerste instantie meer toegankelijk was voor academici. Ondanks de algemene afname van nieuwsgroepen door de komst van populairdere media zoals Facebook en Twitter blijft UMRA vergeleken met veel andere nieuwsgroepen erg actief. Op de eenmalige T-shirts en mokken staat de tekst (in geel op "Barwick Green", natuurlijk) “An everyday story of internet folk.” (Een alledaags verhaal over internetgebruikers).
De Academic Archers, opgericht in 2016, is een gemeenschap van fans die het programma wetenschappelijk benadert. De gemeenschap organiseert elk jaar een conferentie waar scripties worden gepresenteerd die zijn gebaseerd op wetenschappelijke expertise en plezier. Een aantal van deze scripties is uitgegeven als The Archers in Fact and Fiction: Academic Analyses of Life in Rural Borsetshire (2016, Peter Lang: ISBN 9781787071193), Custard, Culverts and Cake (2017, Emerald: ISBN 9781787432864 en Gender, Sex and Gossip: Women in The Archers (2019, Emerald: ISBN 9781787699489). De gemeenschap probeert ‘nieuwsgierig, vrijgevig en blij’ te zijn.

## Vergelijkbare radiosoapseries
In 1994 begon de BBC World Service in Afghanistan met het uitzenden van Naway Kor, Naway Jwand (‘Nieuwe thuis, nieuw leven’), een alledaags verhaal over mensen op het platteland waarin nuttige informatie werd verwerkt. Hoewel die nuttige informatie eerder ging over niet geëxplodeerde landmijnen en opiumverslaving dan over de laatste moderne landbouwtechnieken, was The Archers de inspiratie en het model voor Naway Kor, Naway Jwand. Bij de eerste workshops met Afghaanse schrijvers was ook een scriptschrijver van The Archers aanwezig. Uit onderzoek van 1997 bleek dat luisteraars van de soapserie aanmerkelijk minder kans liepen op letsel door een ontplofte mijn dan mensen die niet naar de soapserie luisterden.
In Rwanda zendt de Rwanda-Rundi service van de BBC World Service sinds 1999 een op The Archers geïnspireerde soapserie Urunana (‘Hand in hand’) uit.
The Archers stond model voor de Russische radiosoapserie Dom 7, Podyezd 4 (‘Huis 7, ingang 4’), waarin de voormalige Britse premier Tony Blair een keer een bijrol heeft gespeeld.

## Parodieën
Tony Hancock speelde een rol in de parodie van Galton en Simpson, ‘The Bowmans’, in een aflevering van Hancock's Half Hour van de BBC.
Ned Sherrin produceerde in 1973 een korte film getiteld The Cobblers of Umbridge. De cast bestond uit Joan Sims, Lance Percival, Roy Kinnear, Derek Griffiths en John Fortune.
In het John Finnemore's Souvenir Programme zijn scènes uit The Archers nagedaan met terugkerende sketches getiteld ‘The Archers Accidentally’. Er wordt beweerd dat The Archers in de sketches worden beschreven op de wijze zoals het klinkt als mensen alleen gedachteloos naar de show luisteren.
In het radioprogramma Dead Ringers worden regelmatig personages uit The Archers nagedaan en er is zelfs een speciale aflevering over gemaakt.
De ondertitel werd geparodieerd door Bill Tidy in zijn langlopende stripverhaal over The Cloggies, ‘An Everyday Saga in the Life of Clog Dancing Folk’, dat werd gepubliceerd in het satirische tijdschrift Private Eye en later in het tijdschrift The Listener.

## Boeken overThe Archers
Referentiemateriaal
- Forever Ambridge — 25 Years of The Archers (1975) van Norman Painting ASIN B0012UT8XM
- The Book of The Archers (1994) van Patricia Greene, Charles Collingwood en Hedli Niklaus ISBN 0-7181-3849-X
- The Archers: The True Story (1996) van William Smethurst ISBN 1-85833-620-1
- De publicatie van The Archers Encyclopaedia (2001) van Joanna Toye en Adrian Flynn ISBN 0-563-53718-3 viel samen met het vijftigjarig bestaan van The Archers.
- Who's Who in The Archers 2008 van Keri Davies. ISBN 1-84607-326-X
- Who's Who in The Archers 2011 van Graham Harvey. ISBN 978-1-849-90015-7
- The Archers Miscellany (2010) van Joanna Toye. ISBN 978-1-84607-754-8
- The Road to Ambridge (2010) van June Spencer. ISBN 978-1-907532-25-2
- The Archers Archives (2010) van Simon Frith & Chris Arnot. ISBN 978-1-84990-013-3
- Borsetshire Life (2011). The county magazine. (regionaal tijdschrift) ISBN 978-1-902685-14-4 zie borsetshire-life

Romans
- The Archers van Jock Gallagher
- Ambridge Summer van Keith Miles (1975). ISBN 0-85523-065-7
  - The Archers: To The Victor The Spoils (1988). ISBN 0-563-20599-7
  - The Archers: Return to Ambridge (1988). ISBN 0-563-20606-3
  - The Archers: Borchester Echoes (1988). ISBN 0-563-20607-1
  - The Archers: Omnibus Edition (1988). ISBN 0-563-36001-1
- The Ambridge Chronicles van Joanna Toye
  - The Archers 1951–1967: Family Ties (1998). ISBN 0-563-38397-6
  - The Archers 1968–1986: Looking For Love (1999). ISBN 0-563-55125-9
  - The Archers 1987–2000: Back to the Land (2000). ISBN 0-563-53701-9
  - The Archers 1951–1967: Family Ties (1998, luisterboek, voorgelezen door Miriam Margolyes). ISBN 0-563-55714-1
  - The Archers 1968–1986: Looking For Love (1999, luisterboek, voorgelezen door Stella Gonet). ISBN 0-563-55813-X
  - The Archers 1987–2000: Back to the Land (2000, luisterboek, voorgelezen door Stephanie Cole). ISBN 0-563-55818-0
- In 1975 gaf uitgeverij Tandem een roman uit over de voorgeschiedenis van Ambridge in het begin van de twintigste eeuw.
  - Spring at Brookfield van Brian Hayles (1975). ISBN 978-0-426-16520-0

Gepubliceerde audio-afleveringen
- Vintage Archers
  - Vintage Archers: Volume 1 (1988). ISBN 0-563-22586-6
  - Vintage Archers: Volume 2 (1988). ISBN 0-563-22704-4
  - Vintage Archers: Volume 3 (1998). ISBN 0-563-55740-0 (bevat diverse „verloren afleveringen" die digitaal zijn gerestaureerd)
  - The Archers: The Wedding (huwelijk van Jack en Peggy)
  - Vintage Archers: Volumes 1–3 (2001). ISBN 0-563-38281-3
- Ambridge Affairs
  - Ambridge Affairs: Love Triangles (2007). ISBN 1-4056-7733-3
  - Ambridge Affairs: Heartache at Home Farm (2007). ISBN 1-4056-8785-1

Kaarten
In aanvulling op boeken en luisterboeken zijn er vermeende kaarten van Ambridge en Borsetshire uitgegeven.

## Documentaires
Een aflevering van docuserie Arena, uitgezonden op BBC Four op 1 januari 2007, ging over The Archers. De aflevering werd aan elkaar gepraat door de Britse komiek en acteur Stephen Fry en bevatte onder meer interviews met de acteurs en scriptschrijvers.